# Ivan Faktor
Ivan Faktor (Crnac, 7. lipnja 1953. – Osijek, 4. studenog 2023.) bio je hrvatski multimedijalni umjetnik. 
Predstavlja važno ime za hrvatski eksperimentalni film, ali je kao multimedijalni umjetnik mnogo učinio i za druga umjetnička područja: fotografiju, video-instalaciju te čak i performans. Zahvaljujući svojem bogatom i kvalitetnom opusu sudjelovao je na mnogim domaćim i svjetskim izložbama te je dobitnik brojnih nagrada.

## Životopis
Ivan Faktor rođen 1953. godine u Crncu, u Hrvatskoj. Multimedijski je umjetnik. Bavi se eksperimentalnim filmom, fotografijom, videom, multimedijskim instalacijama. Filmove, te potom video djela, snima neprekidno od 1975. godine. Od 1979. sudjeluje u konceptualističkim akcijama i izložbama, izvodi performanse s videom i filmom, postavlja instalacije, radi mulimedijalne izvedbe. Sudjelovao je 1995. na 46. bijenalu u Veneciji (A Casa / At Home 2), a 2002. bio je predstavnik Hrvatske na 25. bienalu u São Paulu. Samostalnom izlozbom Erste Programm predstavio je svoj rad u Centru za medijsku umjetnost (ZKM / Zentrum fur Knust und Medien) u Karlsruheu 2012. godine.
Djela mu se nalaze u zbirkama Muzeja suvremene umjetnosti u Zagrebu, Galerije umjetnina u Splitu, Muzeja moderne i suvremene umjetnosti u Rijeci te Muzeju likovnih umjetnosti u Osijeku, a filmska djela u Hrvatskom filmskom arhivu Hrvatskog filmskog saveza. Dobitnik je brojnih nagrada, među ostalima i Velike nagrade na 11. danima hrvatskog filma 2002. te Velike nagrade 39. zagrebačkog salona 2005. godine. Dobitnik je dvaju Godišnjih nagrada "Vladimir Nazor": za film Das Lied ist aus dobitnik je godišnje nagrade za film 2002., te za izložbu Prvi program u Galeriji Klovićevi dvori, godisnje nagrade za likovne i primijenjene umjetnosti 2010. godine.
Od 1975. do 1977. urednik je Tribine Kluba ljubitelja filma u Osijeku, potom 1981. do 1988. voditelj filmskog programa osječkog Studentskog centra, te od 1992. do 2006. urednik Kinematografa Osijek. Osnivač je i voditelj Galerije Kazamat u Osijeku od 2001. do 2004. i Performanse Art Festivala od 2001. do danas. Od 2006. do 2010. bio je ravnatelj Gradskih galerija u Osijeku. Preminuo je 4. studenog 2023.

## Izdvojeni radovi

### Lopte, 1979., performans
Jedan od prvih Faktorovih performansa, izveden na današnjem Trgu Ante Starčevića u Osijeku 1979. godine, bila je svojevrsna umjetnikova posveta nogometu, prilikom koje je običan objekt – loptu – stavio u nesvakidašnji kontekst. Posložio je lopte u obliku pravokutnika, nakon čega ih je jednu po jednu udarao nogom u zrak, a ljudi prisutni na trgu lovili bi ih i uzimali sa sobom.

### Autoportret, 1980., film
U desetminutnom filmu Autoportret Faktor je 8-milimetarskom kamerom u boji i bez zvuka snimao vlastito tijelo, odnosno glavu, pomičući kameru po površini kože, čime je tijelo postalo svojevrstan medij, a umjetnik kao subjekt i objekt oblikovno neprepoznatljiv.

### Autoportret, 2006., film
U Autoportretu iz 2006. godine Ivan Faktor otišao je korak dalje i dopustio da zavirimo u njegovu nutrinu, i to doslovno, pa tako na snimkama možemo vidjeti njegovu unutrašnjost, organe, želučane sokove, procese. Film je snimljen u crno-bijeloj tehnici, medicinskim skeniranjem unutrašnjosti tijela. 

### Željko Jerman: Moj mjesec, 2005., kratki dokumentarni film
U kratkom dokumentarnom filmu Željko Jerman: Moj mjesec iz 2005. godine Ivan Faktor portretirao je umjetnika Željka Jermana (1949. – 2006.), te priložio jednu kratku crticu njegova života. Film je prikazan na domaćim i međunarodnim filmskim festvalima, kao što su npr. Međunarodni festival dokumentarnog filma ZagrebDox, 52. međunarodni festival kratkog filma Oberhausen i 15. Dani hrvatskog filma.

## Utjecaj Fritza Langa u Faktorovim djelima
U svojim filmovima, Ivan Faktor često kao inspiraciju, ali i sastavni dio, koristi filmove njemačko-američkog redatelja, scenarista i producenta važnog za ekspresionistički pokret, Fritza Langa. Jedan takav primjer je instalacija Fritz Lang und Ich iz 1994. godine. „Faktorovi filmovi referiraju se na Langov opus ne toliko po formalnim stilskim karakteristikama, koliko po samoj ideji o upotrebi metafora i elipsi.“

### IzložbaFritz Lang und Ich 1994-2004, 2004.
Naslov izložbe koja je održana u veljači i ožujku 2004. godine u Gliptoteci HAZU, a na kojoj su bili izloženi radovi od 1994. do 2004. godine, ujedno je i naslov prethodno spomenute multimedijalne instalacija iz 1994. godine koja je obuhvatila film, fotografiju, zvuk i performans. Godina održavanja izložbe, odnosno zadnja znamenka, zapravo je simbolična, te ističe „važnost“ broja četiri: 1934. Fritz Lang dolazi u SAD nakon što mu se u Njemačkoj po Hitlerovoj naredbi nudilo vodeće mjesto u njemačkoj filmskoj industriji. Fotografija s likom Marlene Dietrich koja 1933. godine napušta Njemačku također je dio ove multimedijske instalacije.

### Eine Stadt sucht einen Mörder, 1931. – 1991., 1994., instalacija
Umjetnik se u naslovu referirao na Langov film Eine Stadt sucht einen Mörder, godinu njegova nastanka i godinu nastanka video zapisa Osijeka tijekom ratne agresije. Faktor je devet kadrova snimke Osijeka iz 1991. godine oblikovao u fotografije i aplicirao njemačke titlove iz Langovog filma. Na taj je način Ivan Faktor Langov Grad koji traži ubojicu poistovjetio s Osijekom za vrijeme ratne opasnosti.

### Der müde Tod 1921. – 1998., 1998. instalacija
U ovoj je instalaciji Faktor ponovno iskoristio titlove jednog Langovog filma, i to Der müde Tod iz 1921. godine, na način da ih je aplicirao na fotografije videomonitora na kojima su prikazani nadgrobni spomenici osječkog i vinkovačkog groblja. Portreti s nadgrobnih spomenika, oštećeni zbog starosti ili zbog granatiranja groblja, naziru se na projekciji kroz rečenice koje se odnose na smrt, a zvučnu komponentu ove instalacije čini spoj zvukova iz dotičnog nijemog Langovog filma i Faktorovih snimaka granatiranja Osijeka 1991. godine.

### 15 minuta za Nadu Lang, 2000., multimedijska instalacija
Multimedijska instalacija 15 minuta za Nadu Lang iz 2000. još je jedna zanimljiva poveznica između Faktora i Langa. Naime, Nada Lang, pokojnica čija se videosnimka nadgrobnog spomenika s portretom vidi na monitoru, Langova je prezimenjakinja. Također važnu ulogu igra i godina njezina rođenja i smrti: 1921. godina kad Lang snima Umornu smrt i 1937. godina kada snima Samo jednom se živi. Faktor izmjenjuje statične kadrove, gdje se pokojničin portret vidi frontalno, s onima na kojima se vidi iz profila, te se čini kao da okreće glavu udesno i pogledava prema nečemu što nama nije vidljivo. Takav pokret podsjeća na pokret glave protagonista kojeg poziva Smrt u jednoj sceni Langove Umorne smrti, kojeg Faktor koristi u performansu Johnny, wenn du Geburstag hast iz 1999. godine.

### Das Lied is aus, 2002., film
Ovaj Faktorov film spojio je ratne snimke Osijeka 1991. godine sa zvučnim zapisom filma M: Eine Stadt sucht einen Mörder Fritza Langa.  Film je posvećen Fritzu Langu i Marlene Dietrich, a „naslov filma istovjetan je naslovu jednog šlagera koji interpretira čuvena filmska diva i čija je snimka zvučna podloga odjavnoj špici Faktorova filma.“ Za ovaj film Faktora je inspirirao i Blade Runner Ridleya Scotta, jer se osvrćući na materijal snimljen za vrijeme rata osjećao se kao replikant koji nema pravo na sjećanje.

### Sao Paolo – Osijek: Eine Stadt sucht einen Mörder, 2002., instalacija
Instalacija Sao Paolo – Osijek: Eine Stadt sucht einen Mörder, koju je Faktor predstavio na bijenalu u Sao Paolu 2002. godine, objedinila je četiri videoprojekcije. Prva projekcija prikazuje razne ulice Sao Paola noću, druga projekcija sadrži ispisan tekst monologa ubojice iz Langova M-a, u trećoj su premontirani titlovi i Langove Umorne smrti, dok je tema četvrte projekcije Nada Lang. Zvučni dio instalacije sastoji se od disanja, kašljanja, kihanja, šmrcanja i pjesme Marlene Dietrich Ich hab' noch ein Koffer in Berlin, te je taj tonski zapis, nastao 1999. godine pod nazivom Alergija, Faktor iskoristio u nekoliko instalacija i performansa.

### Mörder unter uns (Ubojica među nama), 2004., film
Još jedan Faktorov eksperimentalni rad dvanaestominutni je film Mörder unter uns (Ubojica među nama) iz 2004. godine, za koji je prilikom snimanja koristio nepomičnu kameru koja noću snima iz tramvaja osječke ulice te projicira naslovni kadar Langovog M-a, gdje se vidi samo slovo „M“. Kao zvučni predložak iskoristio je zvukove iz istoga filma, tramvajsko brujanje, te zvukove Osijeka noću 1991. godine, dakle za vrijeme rata.

### Kangaroo Court-u, 2007., performans
U Kangaroo Court-u Faktor je rekonstruirao kadar ilegalnog suđenja ubojici djevojčica iz Langovog filma M. U njoj je sudjelovalo dvjestotinjak kostimiranih statista koji su se okupili u napuštenom prostoru nekadašnje tvornice u Zagrebu. 

## Nagrade
- 1994. Godišnja nagrada SCCA, Zagreb
- 1997. Ex Aequo, 15. Slavonski biennale, Osijek
- 2002. Grand Prix 11. Dana hrvatskog filma, Zagreb
- 2003. Godišnja nagrada "Vladimir Nazor" za film, Zagreb
- 2003. Pečat grada Osijeka, Osijek
- 2004. Nagrada Multimeridijan '04, Pula
- 2005. Velika nagrada 39. zagrebačkog salona, Zagreb
- 2010. Godišnja nagrada "Vladimir Nazor" za likovne i primijenjene umjetnosti, Zagreb
- 2025. Nagrada Oktavijan HDFK-a, Zagreb[5]

## Samostalne izložbe i projekcije (izbor)
- 1977. Miniteatar, Osijek
- 1980. MM centar, Zagreb
- 1981. Galerija SC, Osijek
- 1981. Buffet ZVONO, Sarajevo
- 1981. Galerija ŠKUC, Ljubljana
- 1981. Galerija SKC, Beograd
- 1982. Pedagoški fakultet, Osijek
- 1993. Galerija SC (Faktor, Vesović), Osijek
- 1993. The Old Bull Gallery (Faktor, Sheehan), London
- 1994. Galerija SC, Osijek
- 1994. Studio Muzeja suvremene umjetnosti, Zagreb
- 1995. Galerija likovnih umjetnosti, Osijek
- 1999. Studio Josipa Račića, Moderna galerija, Zagreb
- 1999. Galerija likovnih umjetnosti, Hotel EDEN (Faktor/Sluik/Kurpershoek), Osijek
- 2000. Galerija Karas, Zagreb
- 2001. Galerija Art AoRTa, Chisinau
- 2001. Galerija Otok, Dubrovnik
- 2001. Galerija Ghetto, Split
- 2003. Zavičajni muzej grada Rovinja, Galerija Sv. Toma, Rovinj
- 2004. Gliptoteka HAZU, Zagreb
- 2004. MMC LUKA, Pula
- 2005. Galerija Profil, CK Zamek
- 2006. Galerija Anex, MMC Luka, Pula
- 2006. Siva zona, Korčula
- 2007. Galerija Karas, Zagreb
- 2007. ABEL Neue Kunst (Faktor, Šišić), Berlin
- 2007. Galerija umjetnina, Split
- 2010. Klovićevi dvori, Zagreb
- 2012. Erste programm, Zentrum für Kunst und Medien, Museum für Neue Kunst, Karlsruhe
- 2013. Skolsko kino: Ivan Faktor, Galerija SC / Kultura promjene, Zagreb
- 2015. Filmska večer Ivana Faktora (Poker asova – Faktor, Mustać, Poljak, Čučić), Hrvatski filmski savez, Kino Tuškanac, Zagreb
- 2016. Filmska večer Ivana Faktora (Poker asova – Faktor, Mustać, Poljak, Čučić), Hrvatski filmski savez, Art-kino Croatia, Rijeka

## Skupne izložbe i festivali (izbor)
- 1976. Festival studentskog filma, Skopje
- 1977. Klub ljubitelja filma, Osijek
- 1978. 2. sabor neprofesionalnog filma, Split
- 1979. 11. Salon mladih, Zagreb
- 1980. 12. Salon mladih, Zagreb
- 1981. 13. Salon mladih, Zagreb
- 1982. Alternativni film, Beograd
- 1982. Inovacija u hrvatskoj umjetnosti sedamdesetih godina, Zagreb
- 1983. Festival international du jeune cinema, Hyeres
- 1983. Fotografija u Hrvatskoj sedamdesetih godina, Koprivnica, Varaždin, Čakovec
- 1991. Osječki ratni atelier '91, Osijek
- 1991. Noise Slawonische Kunst, Zagreb, Rijeka, Rovinj, Čakovec, Ljubljana
- 1992. Art d'ECO IV, Maribor
- 1992. Des Osijeker Krigsatelier 91, Köln
- 1992. 13. Biennale Slavonaca, Osijek
- 1993. Innovation '93, Manchester
- 1993. Modern Zagreb, "New Europe", Kopenhagen
- 1993. VeZagreBerlin, Berlin, Tacheles
- 1993. Hrvatska fotografija od 1950. do danas, Muzej suvremene umjetnosti, Zagreb
- 1993. Nova hrvatska umjetnost, Moderna galerija, Zagreb
- 1994. TRIPLE X, Corridor, Amsterdam
- 1994. Riječi i slika, Muzej suvremene umjetnosti, Zagreb
- 1995. A casa / At Home 2, 46. La Biennale di Venezia, Venezia
- 1995. Trans X Transform, Hengelo
- 1996. Sonambiente, BRAND, Berlin
- 1996. Međunarodni festival novog filma i videa, Split
- 1997. 15. Slavonski biennale, Vinkovci
- 1997. Art Frankfurt, Frankfurt
- 1997. VATRA / BRAND, Muzej Slavonije, Osijek
- 1997. Charisma, Maldoror galerie, Den Haag
- 1997. World Wide Fax Festival, Hengelo
- 1997. TRIPLE X, Matria Europa, Amsterdam
- 1998. Millennium Film Workshop, Croatian Avantgarde Fila & Video, New York
- 1998. 33. zagrebački salon, MGC – Klovićevi dvori, Zagreb
- 1998. 16. Slavonski bnennale, Osijek
- 1999. Retrospektive of Croatian Film, Alpe Adria Cinema, Trieste
- 1999. Raum für Kunst, Studio ki, Stop the War Night, Graz
- 1999. Klunsler-Verein Malkasten,
- 1999. Supervision Service bazon Brock, Düsseldorf
- 1999. Art Millenium, Galerija Ghetto, Split
- 2000. Osječki otvoreni atelier, Galerija likovnih umjetnosti, Osijek
- 2001. Isričati priču, Muzej suvremene umjetnosti, Zagreb
- 2001. Granice, Slavonski brod
- 2001. 1. Internationalen Donau konferrenz, regensburg
- 2001. U susret vukovarskom salonu, Gradski muzej, Vukovar
- 2002. 25. São Paulo biennale, São Paulo
- 2002. 11. dani hrvatskog filma, Zagreb
- 2002. Here tomorrow, Muzej suvremene umjetnosti, Zagreb
- 2002. Međunarodni festival novog filma i videa, Split
- 2002. Od miga do micanja, Umjetnički paviljon, Zagreb
- 2003. Svjetlo, Dom hrvatskih likovnih umjetnika, Zagreb
- 2003. Cinemaniac, MMC Luka, Pula
- 2004. Millenium Film Workshop, recent Croatian Video and Experimental Film, New York
- 2004. The Independants, g39, Cardiff
- 2004. Multimeridijan '04, MMC LUKA, Pula
- 2004. 13. Dani hrvatskog filma, Zagreb
- 2004. International Film Festival, Tirana
- 2005. International Film Festival, Rotterdam
- 2005. 39. zagrebački salon, Zagreb
- 2005. Insert, Retrospektiva hrvatske video umjetnosti, Muzej suvremene umjetnosti, Zagreb
- 2005. 25 FPS, Internacionalni festival eksperimentalnog filma i videa, Zagreb
- 2006. Zagreb Dox, međunarodni festival dokumentarnog filma, Zagreb
- 2006. 52. International Short Film Festival, Oberhausen
- 2006. 15. Dani hrvatskog filma, Zagreb
- 2006. Tabor film Festival  Arhivirana inačica izvorne stranice od 12. listopada 2020. (Wayback Machine), Veliki tabor, Desinić
- 2006. Međunarodni festival novog filma i videa, Split
- 2006. 1. vukovarski salon, Vukovar
- 2006. 25 FPS, Internacionalni festival eksperimentalnog filma i videa, Zagreb
- 2006. 20. 20. slavonski biennale, Osijek
- 2007. 16. Dani hrvatskog filma, Zagreb
- 2007. 3. Cinematographic Framework of Hergla, Sousse, Tunis
- 2007. Synthetic Forces, Galerija Waldinger, Osijek / Collegium Artisticum, Sarajevo
- 2008. 15. FIAV – Festival international d'art vidéo, Casablanca, Marocco
- 2008. 25 FPS, Internacionalni festival eksperimentalnog filma i videa, Zagreb
- 2008. Kroatische Filmtage in Wien, Wien
- 2009. 25 FPS, Internacionalni festival eksperimentalnog filma i videa, Zagreb
- 2009. Rekonstrukcija: privatno=javno=privatno=javno, REX-B92, Beograd
- 2009. Zbirka u pokretu, Muzej suvremene umjetnosti, Zagreb
- 2009. Recontres Internationales, Pariz
- 2010. Recontres Internationales, Madrid / Berlin
- 2010. Vse to je film! – Eksperimentalni film v Jugoslavija 1951. – 1991., Moderna galerija, Ljubljana
- 2010. Informativni program / Nevidljivi MAFAF, Cinemaniac, MMC Luka, Pula; Galerija Karas, Zagreb: Moderna galerija, Ljubljana
- 2016. Nadrealizam u suvremenom filmu, Kratki utorak, Kino Tuškanac, Zagreb
- 2016. Filmska RUNDA, Osijek
- 2016. Sjećanje, Galerija Waldinger, Gradske galerije Osijek, Osijek
- 2016. Almissa Open Art Festival, Omiš
- 2016. Put u vječnost, Galerija Klovičevi dvori, Yagreb
- 2016. 25 FPS, 12. internacionalni festival eksperimentalnog filma i videa, Zagreb
- 2016. Pred sudom / Before the Court, 28. memorijal Nadezde Petrović Čačak
- 2016. Akvizicija 2011. – 2016. / orkupi i donacije, Muzej likovnih umjetnosti Osijek
- 2016. 20. Jihlava International Documentary Film festival, Jihlava

## Filmografija
- 1975. Papirnata gozba, 16mm, 6'
- 1975. Zlatno tele 2, 16mm, 8'
- 1977. Kirway Sv. Antuna Padovanskog, 16mm, 6'
- 1978. Prvi program, Svodiči od grilaža, 16mm, 12'
- 1978. Svodići od grilaža, 16mm, 3'
- 1979. Ivan Faktor, Vlastimir Kusik, Marijan Sušac, Josip Alebić, 16mm, 3'
- 1979. Ravnoteža na tavanu OZ, 16mm, 3'
- 1979. Juke-box, 16mm, 12'
- 1980. Autoportret, 16mm, 10'
- 1980. Eumig S 905, S-8mm, 18'
- 1980./1981. F DS- 40 W, S-8
- 1982. 2F BB – 40W, S-8mm, 29'
- 1982. TV 31 – 1 MINIRAMA, 16mm, 12'
- 1983. Kamera projektior I, 16mm, 27'
- 1985. Tramvaj, 16mm, 18' (nedovršeno)
- 1987. Fritz Lang und Ich, 16mm, 9' (nedovršeno)
- 1991. Osijek, Petak 13.09.1991.
- 1991. Opća bolnica Osijek 1991. – Petak 13, drugi dio
- 1992. Guards
- 1992. – 1993. Ratni spotovi
- 1994. Fritz Lang und Ich
- 2002. Das Lied ist aus, VHS/BETA SP, 18'
- 2004. Mörder unter uns, BETA SP, 12'30"
- 2005. Željko Jerman – Moj mjesec, BETA SP, 9',50"
- 2006. Autoportret, BETA SP, 7'45"
- 2007. Kangaroo Court, BETA SP, 7',30"
- 2010. Pustara, HD, 26'
- 2011. Le Samouraï, HD / DIGITAL BETA, 22'
- 2013. Strange Fruit, HD 22'32"
- 2016. Sve bih ostavio ovdje, DV /DCP, 11'

## Vanjske poveznice
- Nagrade Oktavijan HDFK-a
- Ivan Faktor – Hrvatski Filmski Savez
- Strange Fruit Ivana Faktora na Zagreb DOX-u 2013.  Arhivirana inačica izvorne stranice od 10. svibnja 2013. (Wayback Machine)
- Premijera filma inspirirana životom Toma Gotovca –  'Le Samouraï'  Ivana Faktora, tportal.hr, 17. siječnja 2011.
- Kiš, Patricia. Sudi vam porota hrvatskih umjetnika, Jutarnji list 9. rujna 2010.  Arhivirana inačica izvorne stranice od 12. rujna 2010. (Wayback Machine)
- Retrospektiva Ivana Faktora u Klovićevim dvorima, tportal.hr, 8. rujna 2010.
- Faktor, Ivan. Od izvana do unutar(njega), Goethe Institut